# Comuna Stara Iahilnîțea, Ciortkiv
Stara Iahilnîțea (în ucraineană Стара Ягільниця) este o comună în raionul Ciortkiv, regiunea Ternopil, Ucraina, formată din satele Cerkavșciîna și Stara Iahilnîțea (reședința).

## Demografie
Componența lingvistică a comunei Stara Iahilnîțea
     Ucraineană (99,5%)
     Alte limbi (0,49%)
Conform recensământului din 2001, majoritatea populației comunei Stara Iahilnîțea era vorbitoare de ucraineană (99,5%), existând în minoritate și vorbitori de alte limbi.